# Bunker (Missouri)
Bunker is een plaats (city) in de Amerikaanse staat Missouri, en valt bestuurlijk gezien onder Dent County en Reynolds County.

## Demografie
Bij de volkstelling in 2000 werd het aantal inwoners vastgesteld op 427.
In 2006 is het aantal inwoners door het United States Census Bureau geschat op 437, een stijging van 10 (2,3%).

## Geografie
Volgens het United States Census Bureau beslaat de plaats een oppervlakte van
1,7 km², geheel bestaande uit land. Bunker ligt op ongeveer 413 m boven zeeniveau.

## Plaatsen in de nabije omgeving
De onderstaande figuur toont nabijgelegen plaatsen in een straal van 36 km rond Bunker.